# Samuel Henrik Horn af Rantzien
Samuel Henrik Horn af Rantzien, född den 20 september 1739, död den 5 september 1815 på Skillinge i Munka-Ljungby socken, Kristianstads län, var en svensk militär. Han tillhörde ätten Horn af Rantzien, var dotterson till Samuel von Hyltéen och far till Henrik Reinhold Horn. 

## Biografi
Horn blev volontär vid fortifikationsstaten 1753, underofficer vid Löwenfelts värvade regemente i Stralsund 1756, kvartermästare vid Norra skånska kavalleriregementet samma år och adjutant där 1757. Han blev svårt sårad i pommerska kriget. Horn blev löjtnant 1761, ryttmästare 1768, major i armén 1772 och vid regementet 1774. Han blev naturaliserad svensk adelsman 1778 och adopter på sin kusin Jakob Fredrik Horns adliga nummer 1910 (introducerad 1787) och uppflyttad i riddarklassen under nummer 1910 A 1797. Horn befordrades till överstelöjtnant vid Södra skånska kavalleriregementet 1789, till överste i armén 1786 och till generalmajor 1795. Han blev överste och chef för sistnämnda kavalleriregemente sistnämnda år och för Husarregementet 1797. Horn beviljades avsked från regementet 1801 och ur krigstjänsten 1802. Han blev riddare av Svärdsorden 1772 och kommendör av samma orden 1797.